# Javādi Hills
Javādi Hills är kullar i Indien.   De ligger i delstaten Tamil Nadu, i den södra delen av landet, 1 800 km söder om huvudstaden New Delhi.